# Magerøya
Magerøya (del noruego: "isla estéril") es una isla en la comuna de Nordkapp, en Finnmark, en el extremo norte de Noruega. El paisaje de la isla es de tundra, desolado y estéril, totalmente falto de árboles, debido a su elevada latitud. En la isla también se pueden encontrar altos acantilados que dan al mar, como el visitado de cabo Norte. La isla de Magerøya tiene una superficie de 436,6 km². El punto de mayor altitud, el Gråkollfjellet, se encuentra a 417 metros sobre el nivel del mar en el extremo oeste de Magerøya. El cabo Norte se considera la división, según la  Organización Hidrográfica Internacional (IHO), entre el mar de Noruega y el mar de Barents.
La silueta de la isla está perfilada por varios fiordos, que se encuentran alrededor de prácticamente toda la isla. Tomando como referencia la carretera E69 y nombrados de norte a sur, al oeste se encuentran Sandstransfjorden, Tufjorden, Russepollen, Lyngpollen y Vannfjorden; mientras que al este están Vesfjorden, Risfjorden, Kaldfjorden, Duksfjorden, Kamøyfjorden, Skipsfjorden y Sarnesfjorden. Al noroeste de Gjesvær se encuentra un pequeño archipiélago llamado Gjesværstappan que es un lugar típico de anidamientos de aves como el frailecillo y el alcatraz atlántico. 
La población de Magerøya es de unos 4.000 habitantes, con una densidad de población de 8,81 hab./km². La ciudad más importante es Honningsvåg, en donde reside la mayor parte de la población. Además de Honningsvåg, hay cuatro poblaciones pesqueras: Nordvågen, Kamøyvær, Gjesvær y Skarsvåg.
El principal atractivo de la isla de Magerøya es cabo Norte, un cabo y acantilado de 307 m s. n. m. en el que además existe un centro turístico para los muchos visitantes que recibe a lo largo del año. Para facilitar la llegada a la isla, entre 1993 y 1999 se construyó un túnel submarino que conecta Magerøya con el territorio continental. El túnel tiene una longitud de 6,87 km y alcanza su cota mínima a 212 metros bajo el nivel del mar. Durante un tiempo fue uno de los túneles submarinos más largos y profundos del mundo. Es posible encontrar niebla o hielo en el túnel, incluso en verano. La carretera que recorre el túnel, la vía principal de la isla, es la ruta europea E69. Atraviesa Magerøya de norte a sur y acaba en el complejo de cabo Norte. El Hurtigruten efectúa parada en esta isla, concretamente en Honningsvåg.
Las aguas de la zona no se congelan debido a la acción de la corriente del Golfo. 

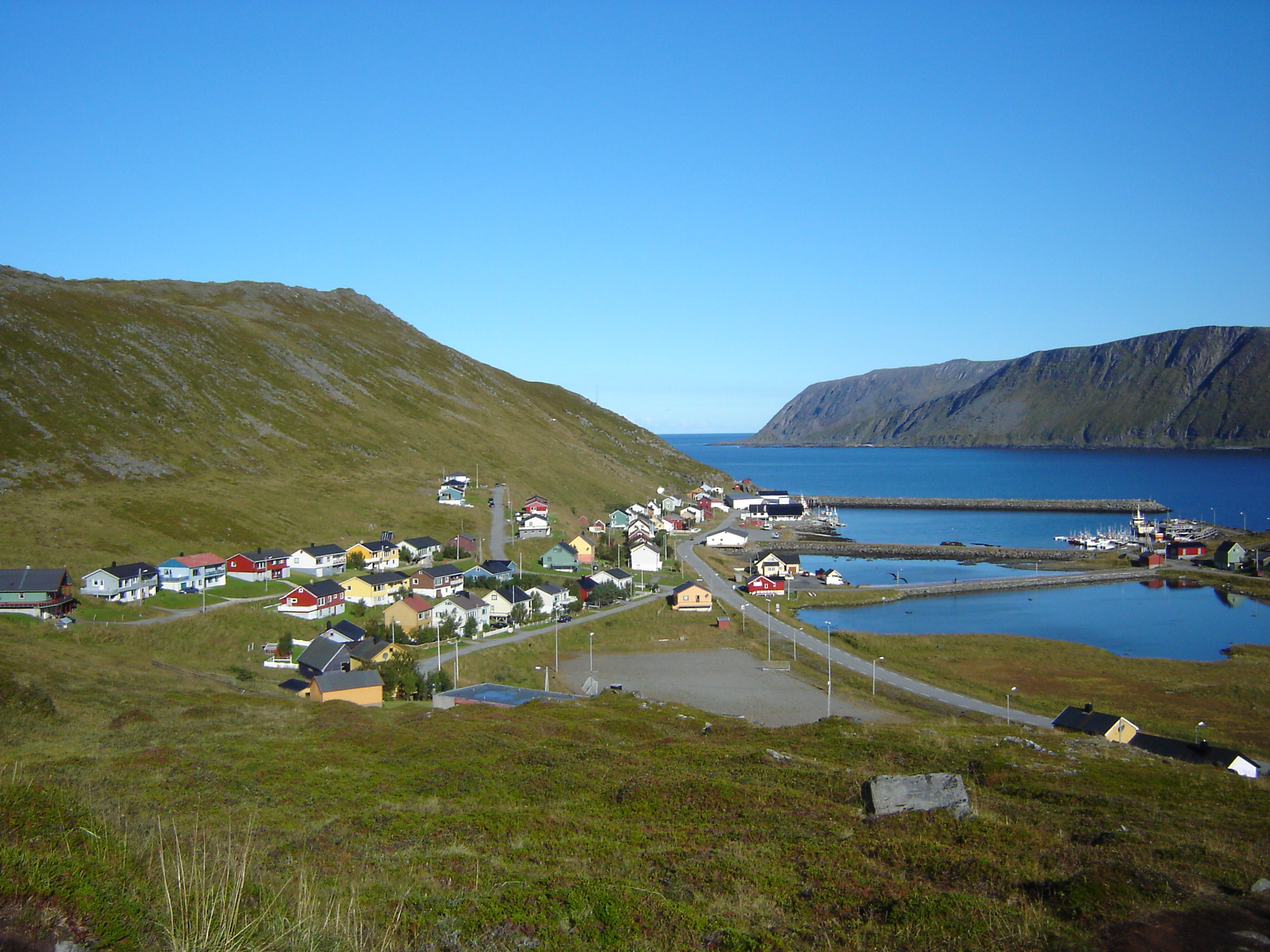
Vista del pequeño pueblo de pescadores de Skarsvåg.
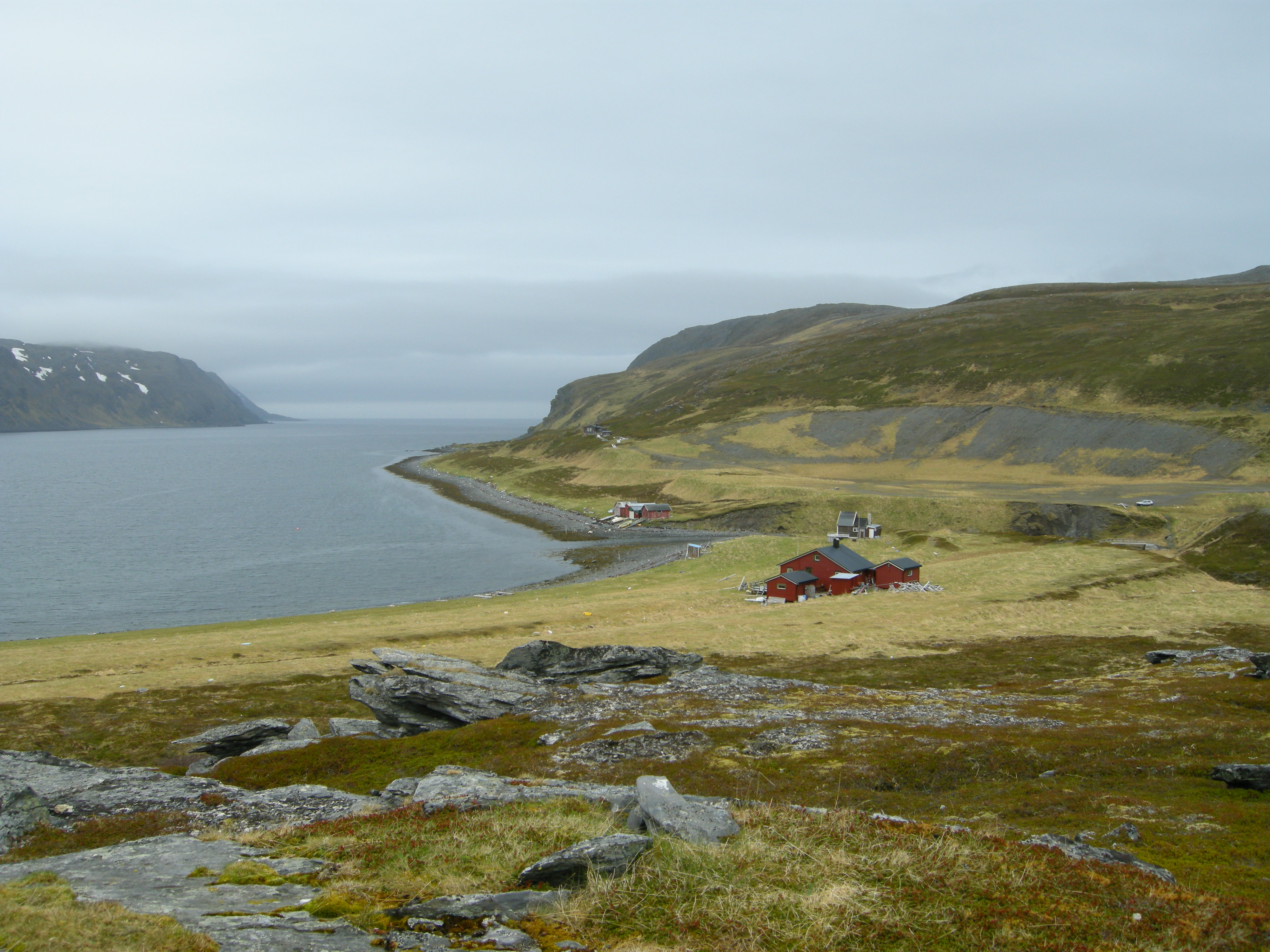
Tufjorden.
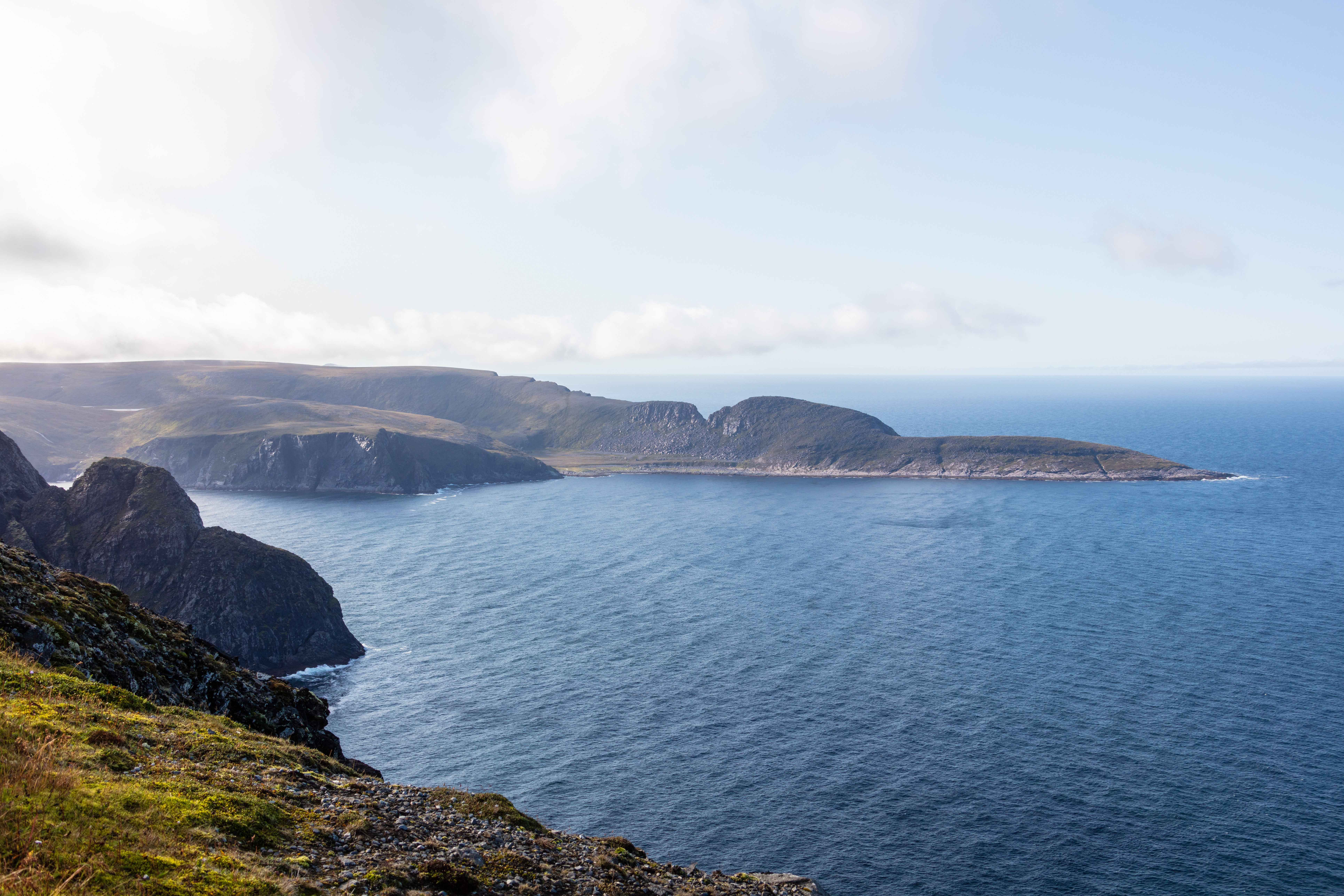
Cabo Knivskjelodden, punto más septentrional de Europa.